# La Mota de Champsaur
La Mota de Champsaur (en francès La Motte-en-Champsaur) és un municipi francès situat al departament dels Alts Alps i a la regió de Provença – Alps – Costa Blava.

## Demografia
| 1851                                       | 1962 | 1968 | 1975 | 1982 | 1990 | 1999 | 2006 | 2015 |
| ------------------------------------------ | ---- | ---- | ---- | ---- | ---- | ---- | ---- | ---- |
| 448                                        | 222  | 182  | 151  | 167  | 155  | 177  | 175  | 215  |
| Des de 1962: població sense dobles comptes |      |      |      |      |      |      |      |      |

## Administració
| Període   | Identitat        | Partit        |
| --------- | ---------------- | ------------- |
| 2001-2014 | Claire Bouchet   | Divers gauche |
| 2014-2020 | Bernard Nicolas  |               |
| 2020-     | Bernard Gauthier |               |